# オペル・カピテーン
オペル・カピテーン (Opel Kapitän) は、ドイツの自動車メーカー、アダム・オペルAGが、1938年から1970年まで生産した大型乗用車である。ドイツ語名のカピテーンは「船長・艦長」の意味。
1950年代から1960年代にはディーラーの東邦モーターズによって日本にも多数輸入され、強力な6気筒エンジン、アメリカ車と比較すると小柄で手頃な車体、ドイツ工業製品への信頼感から、ハイヤーや社用車に多く用いられた。当時の日本では専ら、オペル・カピタンと呼ばれていた。

## 1938–40年/1948年-50年モデル
1938年に登場したカピテーンの初代モデルは、1936年に発表されたアッパーミドルクラスの2.5リッター・6気筒セダン「ズーパー6」(Super 6) の後継モデルとして開発されたものである。ズーパー6は、元々1920年代の1.8リッターモデルから発展した在来2リッター6気筒モデルに代わる、高性能エンジン搭載・独立懸架装備の強化型として開発されたが、多分に過渡期のモデルとしての性格が強く、カピテーンはそのデザイン・メカニズムを一新した。
当時のオペルは、ドイツの自動車市場で最大のシェアを持つ強力な存在であったが、アメリカ・ゼネラルモーターズ (GM) 傘下の外資系となって不況期を乗り越えた1930年代後期は、フルライン・メーカーとしての乗用車ラインナップ充実に注力していた。この結果、3.6リッター級の高級車「アドミラル」、2.5リッター級アッパーミドルの「カピテーン」、1.3/1.5リッター級の「オリンピア」、1.1リッター級の「カデット」が1938年までに揃った。うち1936年ベルリンオリンピックにちなんで名付けられたオリンピアを除いた3モデルは「アドミラル（提督）」、「カピテーン（艦長）」、「カデット（士官候補生）」という、車格を海軍軍人の序列になぞらえたネーミングとなっており、軍事国家となっていたナチス・ドイツの国情がうかがわれる。
当初のカピテーンは、最新型のアメリカ車のトレンドに沿った準流線型デザインを採用、特に戦前モデルのヘッドライトはフェンダーに埋め込まれた異型ガラスカバーに覆われており、強い個性を発揮していた。セダンボディが標準であるが、オープンモデルなどの派生型も生産された。
先行した小型のオリンピアに倣い、当時としては進歩的な、頑強なフロアパネルをベースとするセミ・モノコックボディとされていたことが特徴である。先代のズーパー6のフロントサスペンションは、オリンピア同様、オペルの親会社である米GMの1934年型シボレーに倣ったデュボネ式独立であったが、耐久性に問題を抱えた方式で、アメリカ本国のシボレーではすぐ取りやめになっていた。カピテーンではこれに代え、GMでもより上級のキャデラックで実績のあったコイル・スプリング支持によるダブルウィッシュボーン独立懸架を採用している。
直列6気筒OHVエンジンは同時期のシボレー用6気筒を縮小したような設計で、先代のズーパー6からのキャリーオーバーである。同時期のアドミラルではシボレー6気筒エンジンを基本サイズそのまま、アメリカ式のインチ規格からドイツで標準のメトリックに図面を引き直して搭載しており、両車共にGM本社の影響の強さが伺われる。
ナチス全盛時代であった当時のドイツ製であっただけに、同盟国であった日本にも若干が輸入された。日本画家・横山大観もオーナーの一人だった。
1939年の第二次世界大戦勃発後、ナチス・ドイツ政府の圧力によってアメリカ資本のオペルは国家管理に置かれる。オペルの自動車生産能力は専ら「ブリッツ」トラックの軍需生産に振り向けられ、カピテーンを含む乗用車生産は1940年以降順次中止された。なお、当時のブリッツトラックには軽量級と重量級があったが、その6気筒エンジンは軽量級がカピテーンと共用の2.5L、重量級がアドミラルと共用の3.6Lをそれぞれ搭載していた。
軍用のスタッフカーとして戦場に投入されたカピテーンでソ連に鹵獲されたものは、モノコック構造やデザイン、サスペンションなどが、ソ連初の完全国産設計車となったGAZ・M20ポベーダの設計で参考にされている。
第二次世界大戦の敗戦後、GM傘下に戻ったオペルでは乗用車の生産再開を急ぎ、1947年のオリンピア生産再開に続き、1948年からカピテーンの生産を再開した（カデットは生産設備を丸ごとソ連に収奪されてしまい、アドミラルはこの時点では復活しなかった）。カピテーンのボディスタイルは4ドアセダンのみとなり、ヘッドライトは従来どおりフェンダー埋め込みではあるがごく単純な丸型ライトとなった。1950年以降はコラムシフトに改められた。
この当時、後に西ドイツとなった米英仏占領地域では他の自動車メーカーの復興も開始されていたが、ドイツの民族系メーカーで戦前に上級レンジで圧倒的優位にあったダイムラー・ベンツ製の「メルセデス・ベンツ」乗用モデルは、戦後復興過程で4気筒の小型車「170V」系しか生産されておらず、民族系メーカーで最有力であったアウトウニオンは、本社所在地・生産拠点がソビエト連邦占領地（のち東ドイツとなる）に含まれたことで高級車アウディ・ホルヒの工場を含むほとんどの設備を接収され（東ドイツ国営企業の小型車工場となった）、西ドイツに逃れた経営陣の手でようやく小型車専業メーカーとして再建される途上にあった。このため、唯一の西ドイツ製量産6気筒車となったカピテーンは、一時的に西ドイツにおける最上級乗用車として、公用車などに用いられた。
最高速度126 km/h。

## 1951–53年
1951年にはメルセデス・ベンツが、カピテーンを挟撃するラインナップとなる戦後型6気筒車の「300」・「220」を発表した。オペルもこれに対抗するため新設計の戦後型カピテーン開発を急いだが間に合わず、暫定策として在来型カピテーンの延命措置を図った。
戦前の基本設計のままスタイルの化粧直しが行われ、特にノーズ周りは、戦前型ボディシェルで生産再開された1946年型-1948年型のアメリカ車のように、クロームメッキで派手に飾り立てられた。またトランクスペースの拡大も図られている。2500 ccエンジンも従来通りだが圧縮比を上げ、3馬力プラスの58馬力となった。1951年から1953年7月まで48,562台が作られた。

## 1954–58年
ようやく完全な戦後型として生まれ変わり、アメリカ風に低く幅広い新設計のフルワイズ・フラッシュサイドボディとなって、スタイリングトレンドではメルセデスや、同時期出現のBMW・501を凌駕、西ドイツ製上級車のフルワイズ化で1949年以降先行していたボルクヴァルトに追いついた。
前輪ウィッシュボーン、後輪リジッドの保守的レイアウトに変化はなく、エンジンも戦前からの6気筒を流用したが出力は68馬力に強化されていた。更に1955年からは71馬力、1956年には75馬力と順次強化され、最高速度も140 km/hとなった。1956年には外観の化粧直しも行われた。1957年からは3速半自動変速機がオプションとなった。
このモデルは154,098台が作られ、VWビートル、オペル・レコルトに次ぐ、ドイツ国内第3位の販売実績を記録した。

## カピテーン・P1
1958年にモデルチェンジされ、P1シリーズとなった。更に幅広く、かつ低くなったボディにはアメリカで流行のラップアラウンドウインドウが与えられた。このモデルは僅か1年しか生産されず、P2にバトンタッチされた。

## カピテーン・P2
ルーフデザインが角ばったものに改められた他、エンジンも新設計OHV 2600 ccとなり、最高速度は150 km/hに引き上げられた。1960年末からはGM製自動変速機も選択可能となった。1959年8月から1963年12月まで145.618台が作られた。

## カピテーン・A
1964年にフルモデルチェンジと共に、カピテーン・アドミラル（提督の意味・1937-39年に生産された最上級モデルの名称を復活）・ディプロマート（外交官）の3シリーズ構成（K-A-Dと呼ばれた）となり、歴史あるカピテーンの名はそのベースモデルにのみ与えられることになった。
車体寸法もP2と比較して全長・全幅とも10 cmあまり拡大され、シボレーのV8エンジン（4600 cc、190馬力または5400 cc、230馬力）も搭載可能な、アメリカ車のインターミディエイト級の大型車になり、欧州の道路では扱いにくいほどのサイズとなった。このため、より小型のレコルトにも6気筒版が用意されることになり、やがてコモドーレに発展する。また、こうした販売政策の結果、K-A-Dシリーズの販売の中心はアドミラルとなり、カピテーンは目立たない存在となった。なお、1965年にはディプロマートに2ドアクーペが追加されたが、生産台数は347台に過ぎない。
1967年には2800ccエンジンの出力アップと共にステアリング機構の刷新（衝撃吸収式となった）などの改良が施されている。

## カピテーン・B
K-A-Dのモデルチェンジによって1969年に新型に移行したが、これが最後のカピテーンとなった。1970年5月にカピテーンは落とされ、アドミラルとディプロマートのみが1978年にオペル・セネター（上院議員）にバトンタッチするまで生産された。カピテーン・Bの生産台数は4,976台に過ぎない。
Bの特徴は車体がAよりやや小さくなり、後輪サスペンションがド・ディオン式となり、乗り心地や操縦性が大きく改善されたことである。

### アドミラル・B
カピテーンの中止により、アドミラルはカピテーンの需要層も吸収することとなった。標準型はカピテーンと同じ2800 ccキャブレター（132-145馬力）であったが、アドミラルEは電子式燃料噴射で165馬力に強化された。アドミラルEは1972年以降はオートマチック版のみが販売された。1972年9月にはフロントグリルが手直しされ、1975年以降は排気ガス対策のため出力が129-160馬力に引き下げられた。

### ディプロマート・B
上級のディプロマートにはアドミラルEのエンジン付き（ディプロマートE）、または5400 cc V8・230馬力エンジン付き（ディプロマートV8）の2種類があり、GMターボハイドラマチック3速自動変速機付きであった。ディプロマートV8の動力性能や装備レベルはメルセデス・ベンツ350/450SEに匹敵するものであり、オペルは350/450SELに対抗すべくロングホイールベース版までも用意していた。とはいえ、アメリカ車的な華美に走ったスタイリングと、大衆車主体のオペルのブランド力では、ディプロマートV8は民族系メーカーであるメルセデスやBMWの敵にはなり得なかった。また、キャデラック・セビルのベースとしてディプロマートV8が選ばれた。ところが、アメリカのGMの生産ラインで作ろうとしたものの、ディプロマートは既存の設備では対応できないほどに小さな公差で設計されていることが明らかとなり、この計画は破棄された。
なお、ディプロマートV8をベースとした2ドアクーペの試作車「ディプロマートCD」が1969年のフランクフルト自動車ショーに出品された。美しいデザインが好評で、ドイツのスペシャリスト・ビッターによって、1973年から1979年まで、「ビッター・CD」として395台生産された。